# 838
838(팔백삼십팔)은 837보다 크고 839보다 작은 자연수다.

## 수학
- 합성수로, 그 약수는 1, 2, 419, 838이다. 진약수의 합은 422이므로, 838은 부족수다.
- 회문수다.
- {\displaystyle 13^{11}-1}은 838로 나누어떨어진다.

## 과학
- NGC 838(영어판): 고래자리 방향에 있는 렌즈형은하.

## 교통
- 838번 지방도: 전라남도 함평군 손불면에서 나산면까지 이어지는 대한민국의 지방도.

## 문화유산
- 대한민국의 보물 제838호: 서울 청계천 수표

## 기타
- 연도: 838년, 기원전 838년